# Saint-Jean-de-la-Neuville
Pour les articles homonymes, voir Saint-Jean.
Saint-Jean-de-la-Neuville est une commune française, située dans le département de la Seine-Maritime en Normandie.

## Géographie

### Localisation
| Parc-d'Anxtot               | Beuzeville-la-Grenier, Mirville | Nointot                 |
| Saint-Gilles-de-la-Neuville | Saint-Jean-de-la-Neuville       | Bolbec                  |
| Les Trois-Pierres           |                                 | Saint-Eustache-la-Forêt |

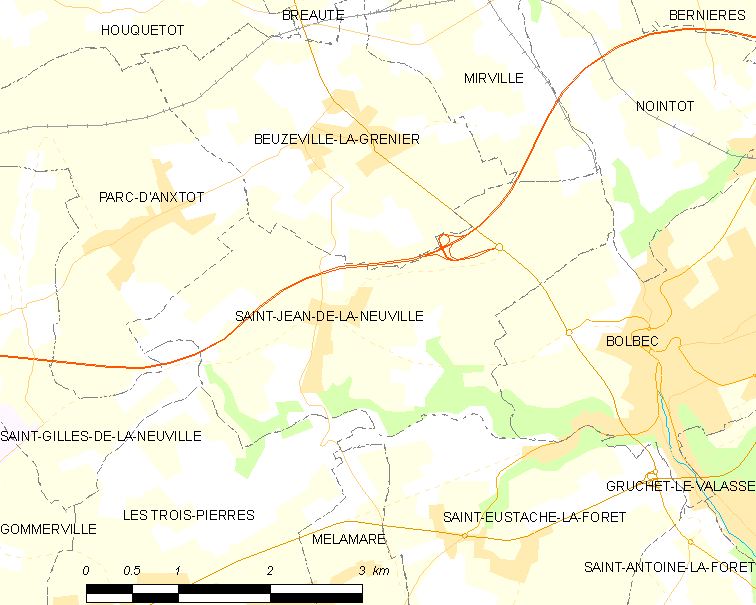
Carte de la commune.
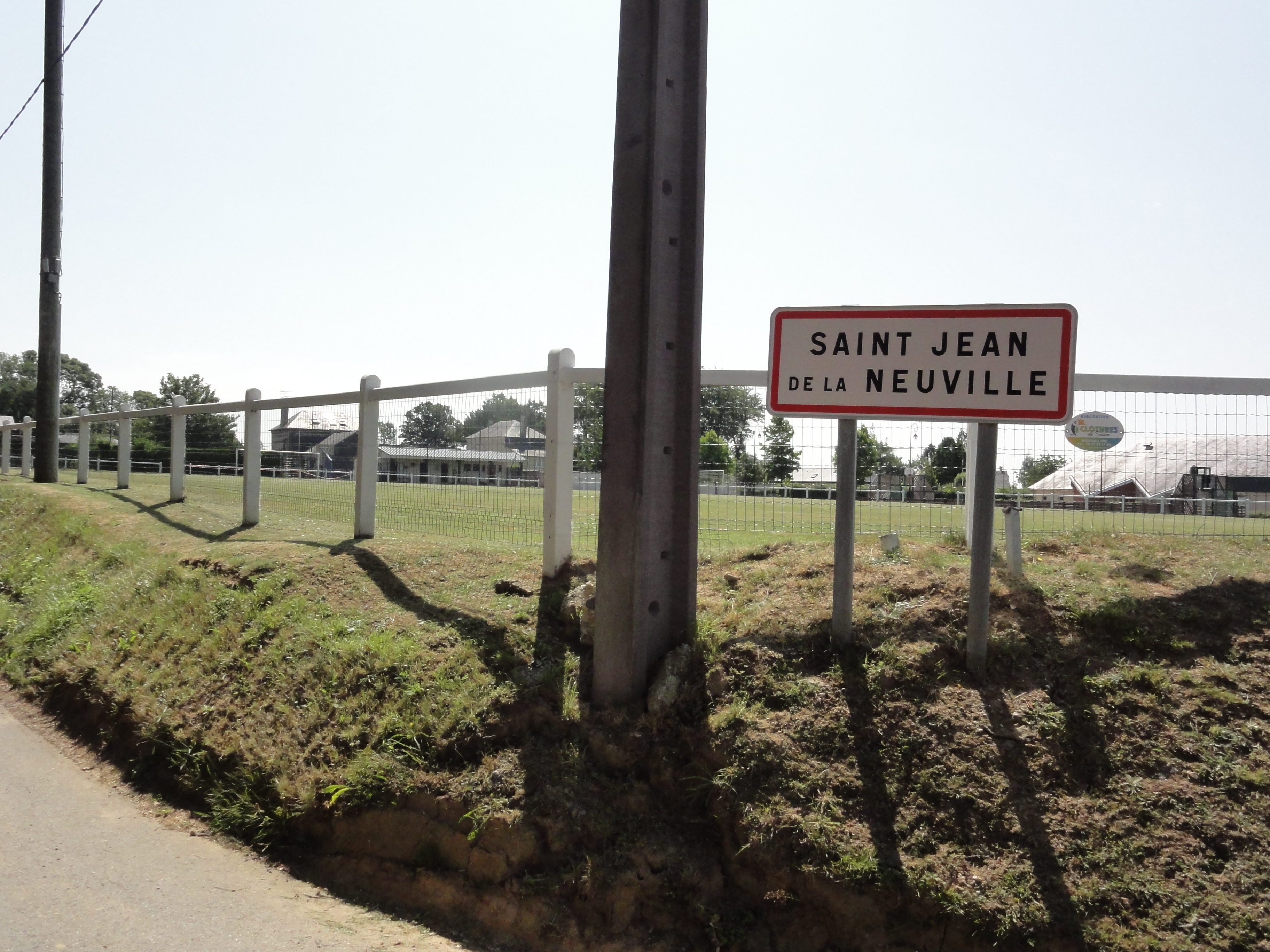
Entrée de l'agglomération.

### Hydrographie
La commune est située dans le bassin Seine-Normandie. Elle n'est drainée par aucun cours d'eau,.

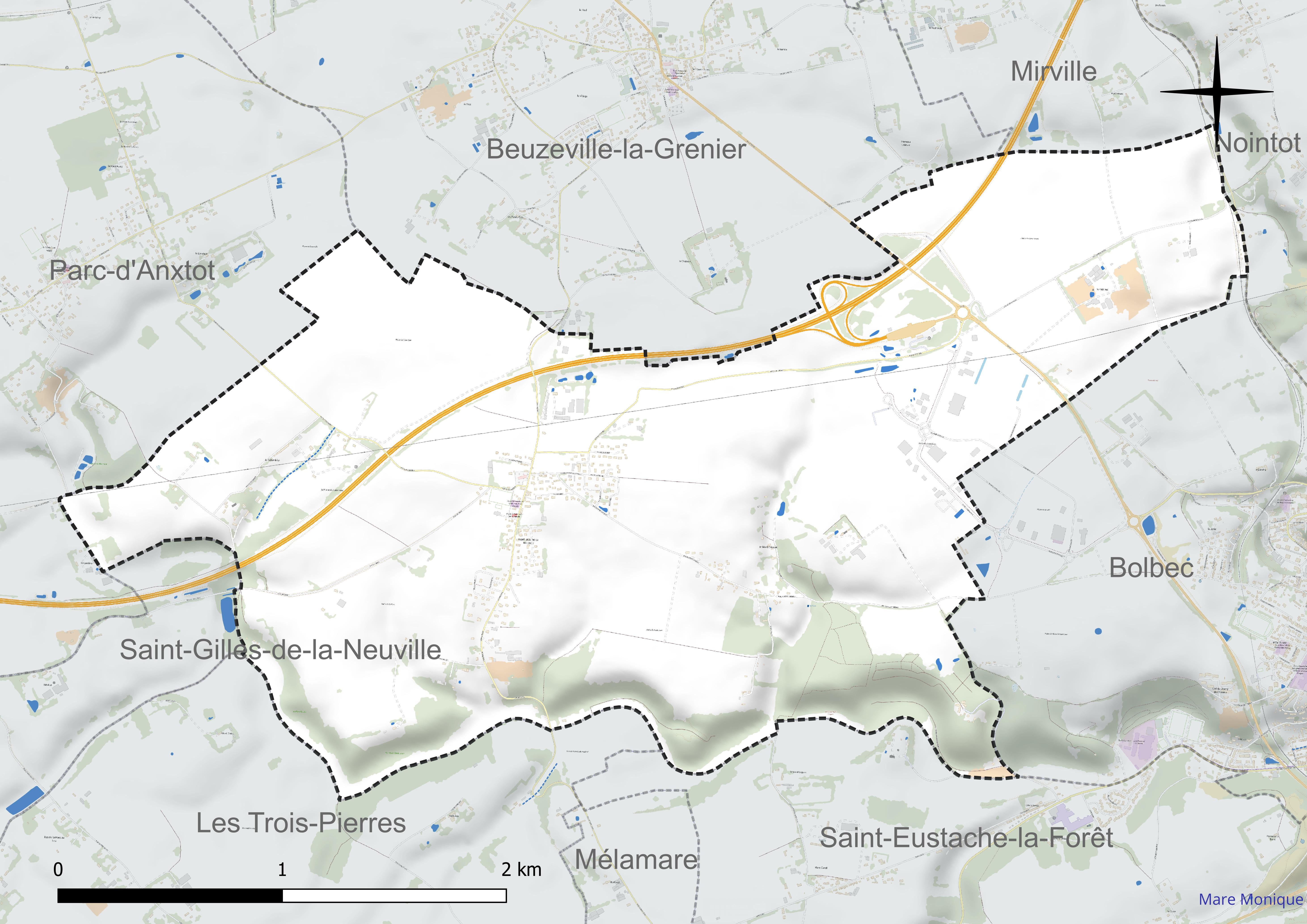
Réseau hydrographique de Saint-Jean-de-la-Neuville.

### Climat
Pour des articles plus généraux, voir Climat de la Normandie et Climat de la Seine-Maritime.
En 2010, le climat de la commune est de type climat océanique altéré, selon une étude du CNRS s'appuyant sur une série de données couvrant la période 1971-2000. En 2020, Météo-France publie une typologie des climats de la France métropolitaine dans laquelle la commune est exposée à un climat océanique et est dans la région climatique  Côtes de la Manche orientale, caractérisée par un faible ensoleillement (1 550 h/an) ; forte humidité de l’air (plus de 20 h/jour avec humidité relative > 80 % en hiver), vents forts fréquents. Parallèlement le GIEC normand, un groupe régional d’experts sur le climat, différencie quant à lui, dans une étude de 2020, trois grands types de climats pour la région Normandie, nuancés à une échelle plus fine par les facteurs géographiques locaux. La commune est, selon ce zonage, exposée à un « climat maritime », correspondant au Pays de Caux, frais, humide et pluvieux, légèrement plus frais que dans le Cotentin.
Pour la période 1971-2000, la température annuelle moyenne est de 10,3 °C, avec une amplitude thermique annuelle de 13,5 °C. Le cumul annuel moyen de précipitations est de 949 mm, avec 13 jours de précipitations en janvier et 8,5 jours en juillet. Pour la période 1991-2020, la température moyenne annuelle observée sur la station météorologique la plus proche, située sur la commune de Petiville à 18 km à vol d'oiseau, est de 12,0 °C et le cumul annuel moyen de précipitations est de 844,9 mm,. Pour l'avenir, les paramètres climatiques de la commune estimés pour 2050 selon différents scénarios d'émission de gaz à effet de serre sont consultables sur un site dédié publié par Météo-France en novembre 2022.

## Urbanisme

### Typologie
Au 1er janvier 2024, Saint-Jean-de-la-Neuville est catégorisée bourg rural, selon la nouvelle grille communale de densité à sept niveaux définie par l'Insee en 2022.
Elle est située hors unité urbaine. Par ailleurs la commune fait partie de l'aire d'attraction du Havre, dont elle est une commune de la couronne,. Cette aire, qui regroupe 116 communes, est catégorisée dans les aires de 200 000 à moins de 700 000 habitants,.

### Occupation des sols
L'occupation des sols de la commune, telle qu'elle ressort de la base de données européenne d’occupation biophysique des sols Corine Land Cover (CLC), est marquée par l'importance des territoires agricoles (81,9 % en 2018), en diminution par rapport à 1990 (85,9 %). La répartition détaillée en 2018 est la suivante : 
terres arables (65,3 %), prairies (16,6 %), forêts (10,8 %), zones urbanisées (3,7 %), zones industrielles ou commerciales et réseaux de communication (3,5 %). L'évolution de l’occupation des sols de la commune et de ses infrastructures peut être observée sur les différentes représentations cartographiques du territoire : la carte de Cassini (XVIIIe siècle), la carte d'état-major (1820-1866) et les cartes ou photos aériennes de l'IGN pour la période actuelle (1950 à aujourd'hui).

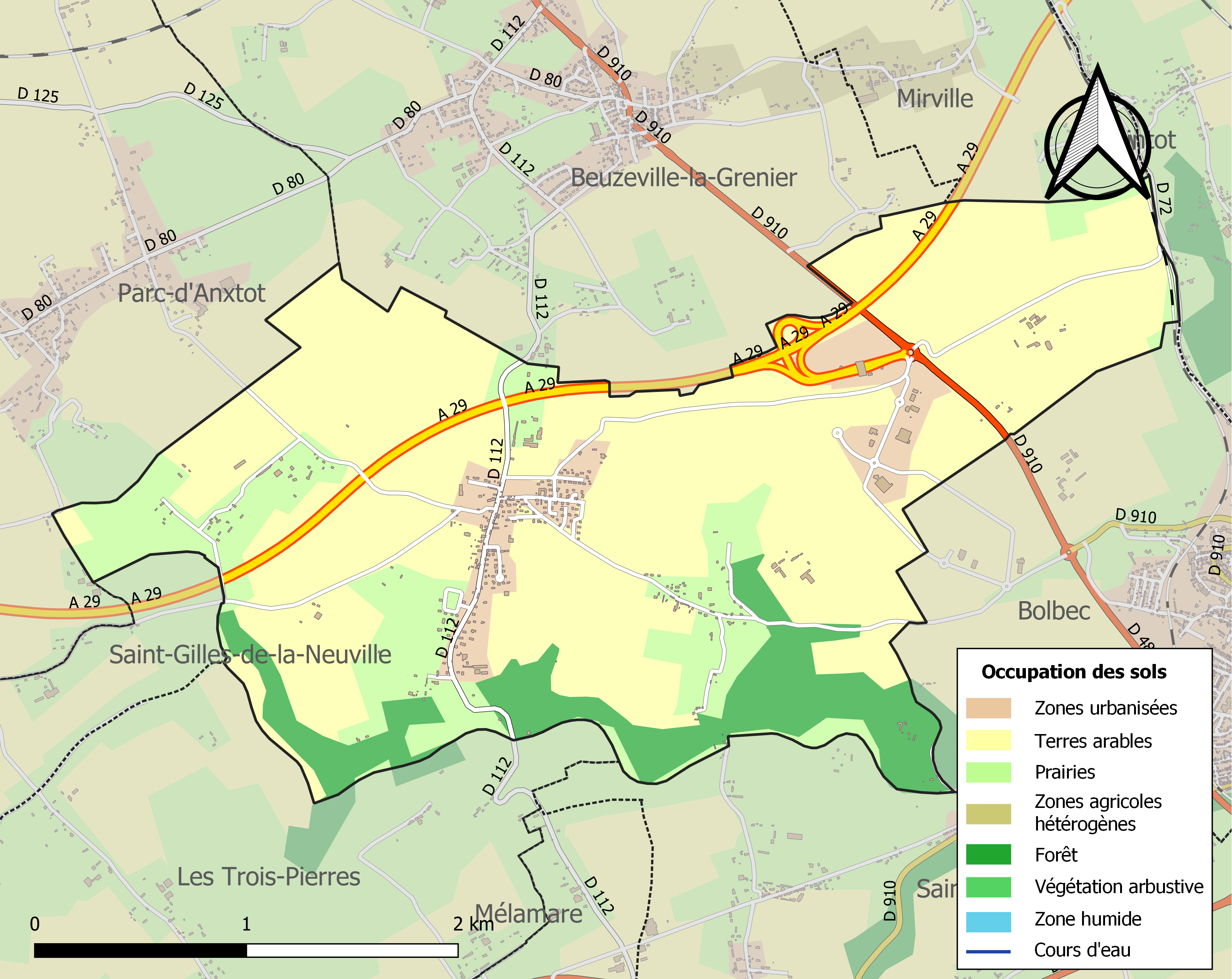
Carte des infrastructures et de l'occupation des sols de la commune en 2018 (CLC).

## Toponymie
Le nom de la localité est attesté sous les formes ecclesiam Sancti Johannis de Nova Villa entre 1177 et 1189, Ecclesie Sancti Johannis de Novavilla en 1203, Sancti Johannis de Hostoraria en 1203, Sanctus Johannes de Novavilla en 1337, Sanctus Johan de Novavilla en 1319, Saint-Jean-Baptiste de la Neuville en 1713,.
La paroisse et l'église sont dédiées à Saint Jean le Baptiste.
Neuville, Nova villa, en gallo-romain, le « nouveau domaine rural » au XIIe et XIIIe siècles.

## Histoire
Paroisse  créée  aux XIIe et XIIIe siècles dans la forêt de Lillebonne.
« Ecclesias meas de proprestura foreste de Lislebona scilicet ecclesiam Sancti Johannis de Nova Villa » entre 1177 et 1189.

## Politique et administration
| Période                                  | Période                    | Identité        | Étiquette | Qualité |
| ---------------------------------------- | -------------------------- | --------------- | --------- | ------- |
| 1922                                     |                            | Curé            |           |         |
| Les données manquantes sont à compléter. |                            |                 |           |         |
| mars 1983                                | mars 1995                  | Victor Duhamel  |           |         |
| juin 1995                                | mars 2008                  | Marcel Vautier  |           |         |
| mars 2008                                | 2014                       | Yves Lefebvre   |           |         |
| 2014                                     | mai 2020                   | Marcel Vautier  |           |         |
| mai 2020                                 | En cours (au 10 août 2020) | Vincent Duhamel |           |         |

## Population et société

### Démographie

#### Évolution démographique
L'évolution du nombre d'habitants est connue à travers les recensements de la population effectués dans la commune depuis 1793. Pour les communes de moins de 10 000 habitants, une enquête de recensement portant sur toute la population est réalisée tous les cinq ans, les populations de référence des années intermédiaires étant quant à elles estimées par interpolation ou extrapolation. Pour la commune, le premier recensement exhaustif entrant dans le cadre du nouveau dispositif a été réalisé en 2008.
En 2022, la commune comptait 664 habitants, en évolution de +17,94 % par rapport à 2016 (Seine-Maritime : +0,35 %, France hors Mayotte : +2,11 %). Le maximum de la population a été atteint en 1821 avec 856 habitants.
| 1793 | 1800 | 1806 | 1821 | 1831 | 1836 | 1841 | 1846 | 1851 |
| ---- | ---- | ---- | ---- | ---- | ---- | ---- | ---- | ---- |
| 685  | 720  | 732  | 856  | 653  | 647  | 635  | 613  | 630  |

| 1856 | 1861 | 1866 | 1872 | 1876 | 1881 | 1886 | 1891 | 1896 |
| ---- | ---- | ---- | ---- | ---- | ---- | ---- | ---- | ---- |
| 616  | 583  | 550  | 513  | 561  | 557  | 521  | 517  | 528  |

| 1901 | 1906 | 1911 | 1921 | 1926 | 1931 | 1936 | 1946 | 1954 |
| ---- | ---- | ---- | ---- | ---- | ---- | ---- | ---- | ---- |
| 428  | 429  | 409  | 352  | 384  | 355  | 335  | 372  | 329  |

| 1962 | 1968 | 1975 | 1982 | 1990 | 1999 | 2006 | 2008 | 2013 |
| ---- | ---- | ---- | ---- | ---- | ---- | ---- | ---- | ---- |
| 324  | 276  | 317  | 404  | 477  | 471  | 537  | 556  | 552  |

| 2018 | 2022 | - | - | - | - | - | - | - |
| ---- | ---- | - | - | - | - | - | - | - |
| 610  | 664  | - | - | - | - | - | - | - |

#### Pyramide des âges
En 2018, le taux de personnes d'un âge inférieur à 30 ans s'élève à 39,2 %, soit au-dessus de la moyenne départementale (36,5 %). À l'inverse, le taux de personnes d'âge supérieur à 60 ans est de 17,3 % la même année, alors qu'il est de 26,0 % au niveau départemental.
En 2018, la commune comptait 301 hommes pour 309 femmes, soit un taux de 50,66 % de femmes, légèrement inférieur au taux départemental (51,90 %).
Les pyramides des âges de la commune et du département s'établissent comme suit.
| Hommes | Classe d’âge | Femmes |
| ------ | ------------ | ------ |
| 0,0    | 90 ou +      | 0,3    |
| 2,3    | 75-89 ans    | 3,2    |
| 15,3   | 60-74 ans    | 13,3   |
| 24,3   | 45-59 ans    | 23,3   |
| 20,3   | 30-44 ans    | 19,4   |
| 16,6   | 15-29 ans    | 17,8   |
| 21,3   | 0-14 ans     | 22,7   |

| Hommes | Classe d’âge | Femmes |
| ------ | ------------ | ------ |
| 0,7    | 90 ou +      | 1,8    |
| 6,7    | 75-89 ans    | 9,6    |
| 16,7   | 60-74 ans    | 18     |
| 19,4   | 45-59 ans    | 19     |
| 18,5   | 30-44 ans    | 17,5   |
| 19,2   | 15-29 ans    | 17,4   |
| 18,9   | 0-14 ans     | 16,7   |

## Vie associative et sportive

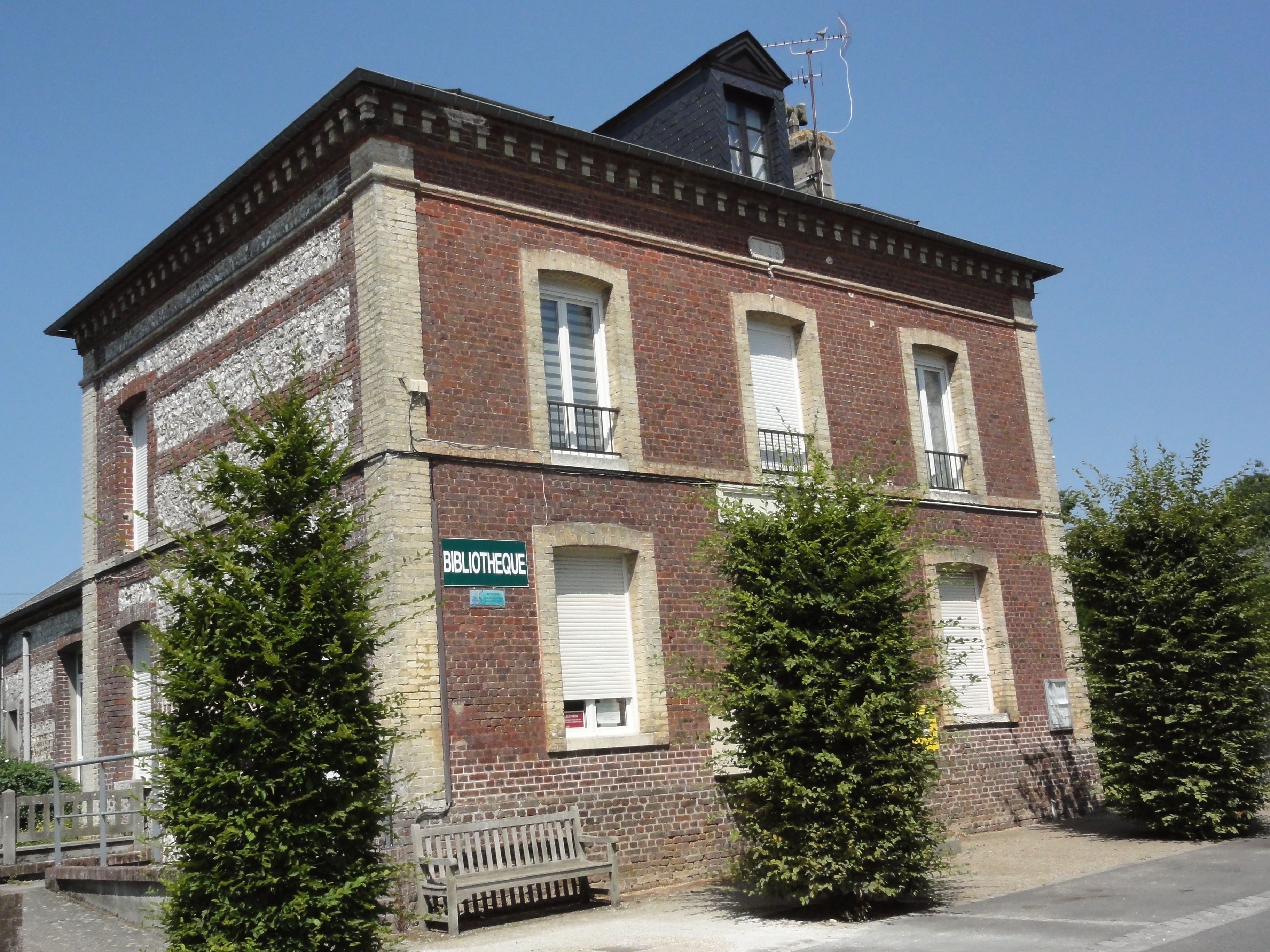
La bibliothèque.
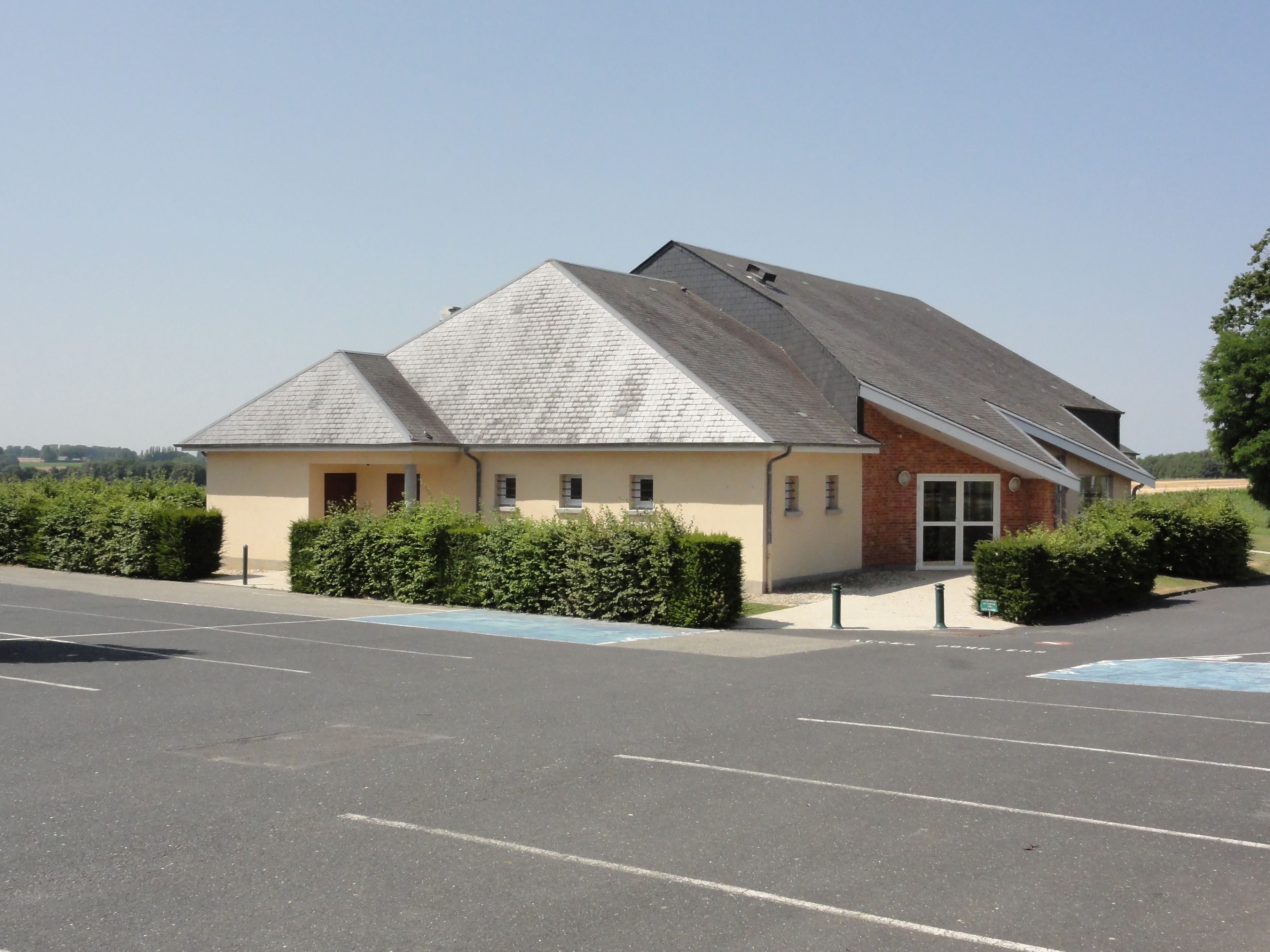
La salle La Clef des Champs.
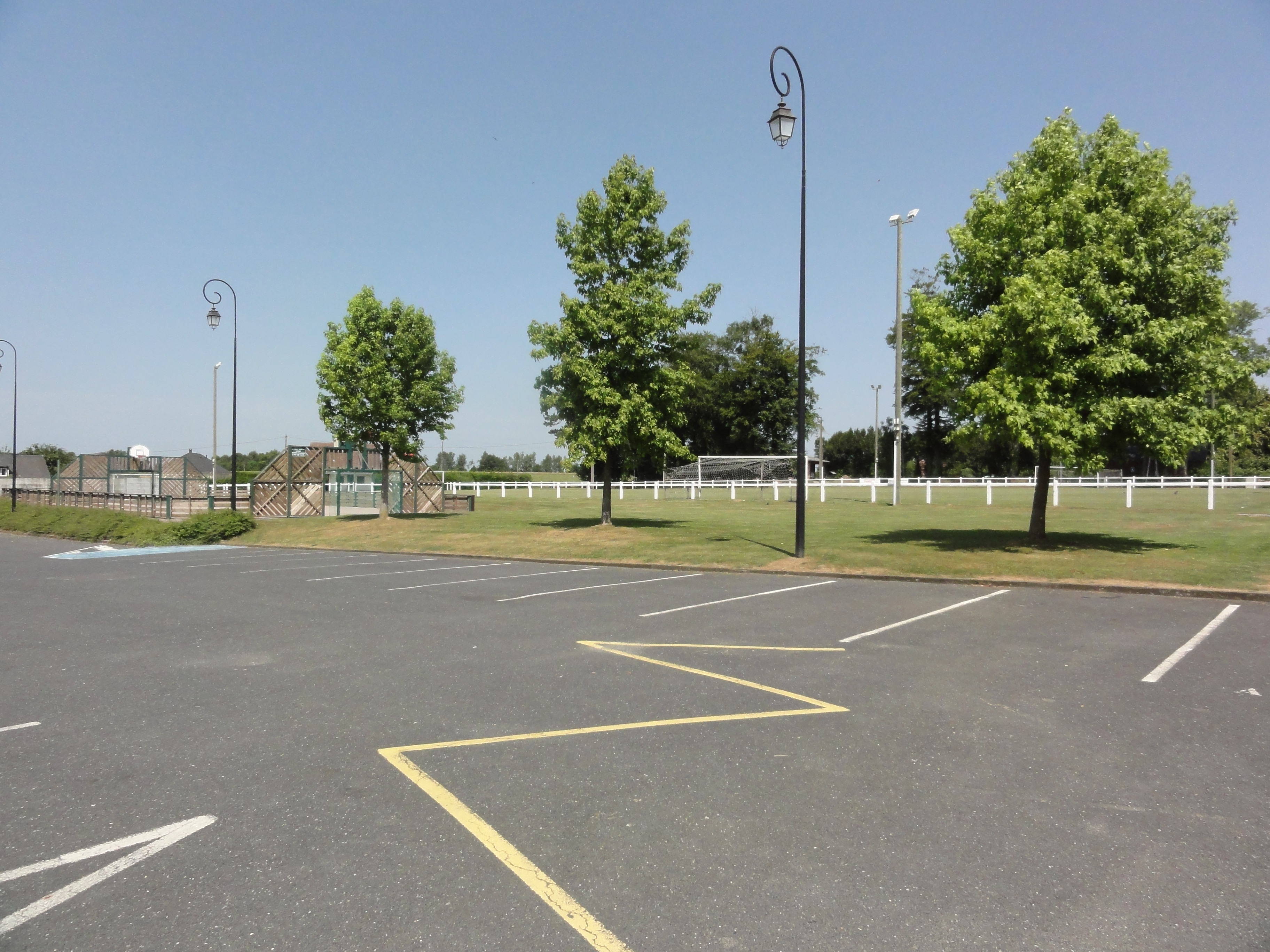
Le stade de foot avec le terrain omnisports.

## Culture locale et patrimoine

### Lieux et monuments
- Église paroissiale Saint-Jean[28].
- Dans l'église, un mémorial de morts pour la France
- Monument aux morts.
- Croix de cimetière.

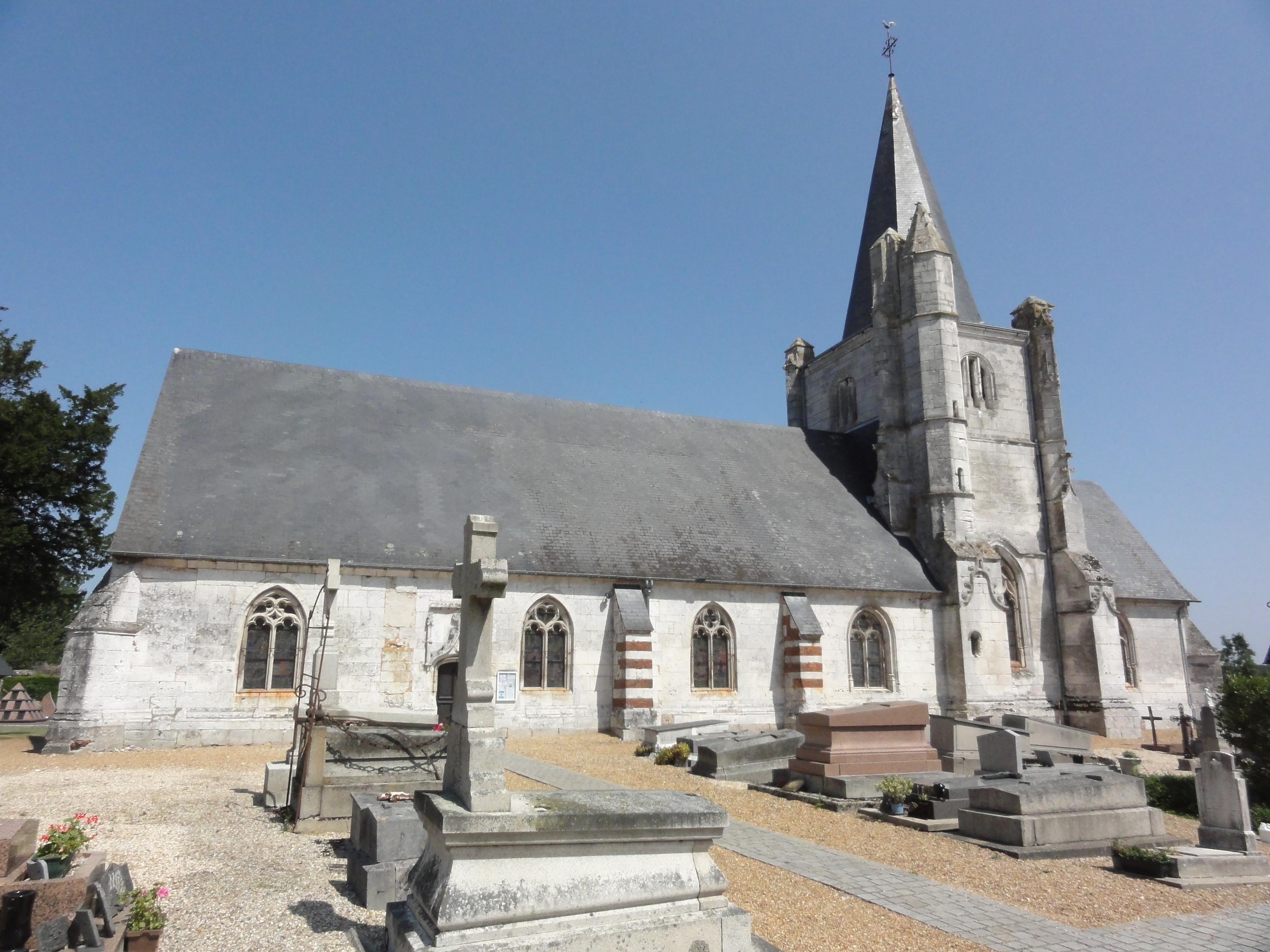
Église Saint-Jean.
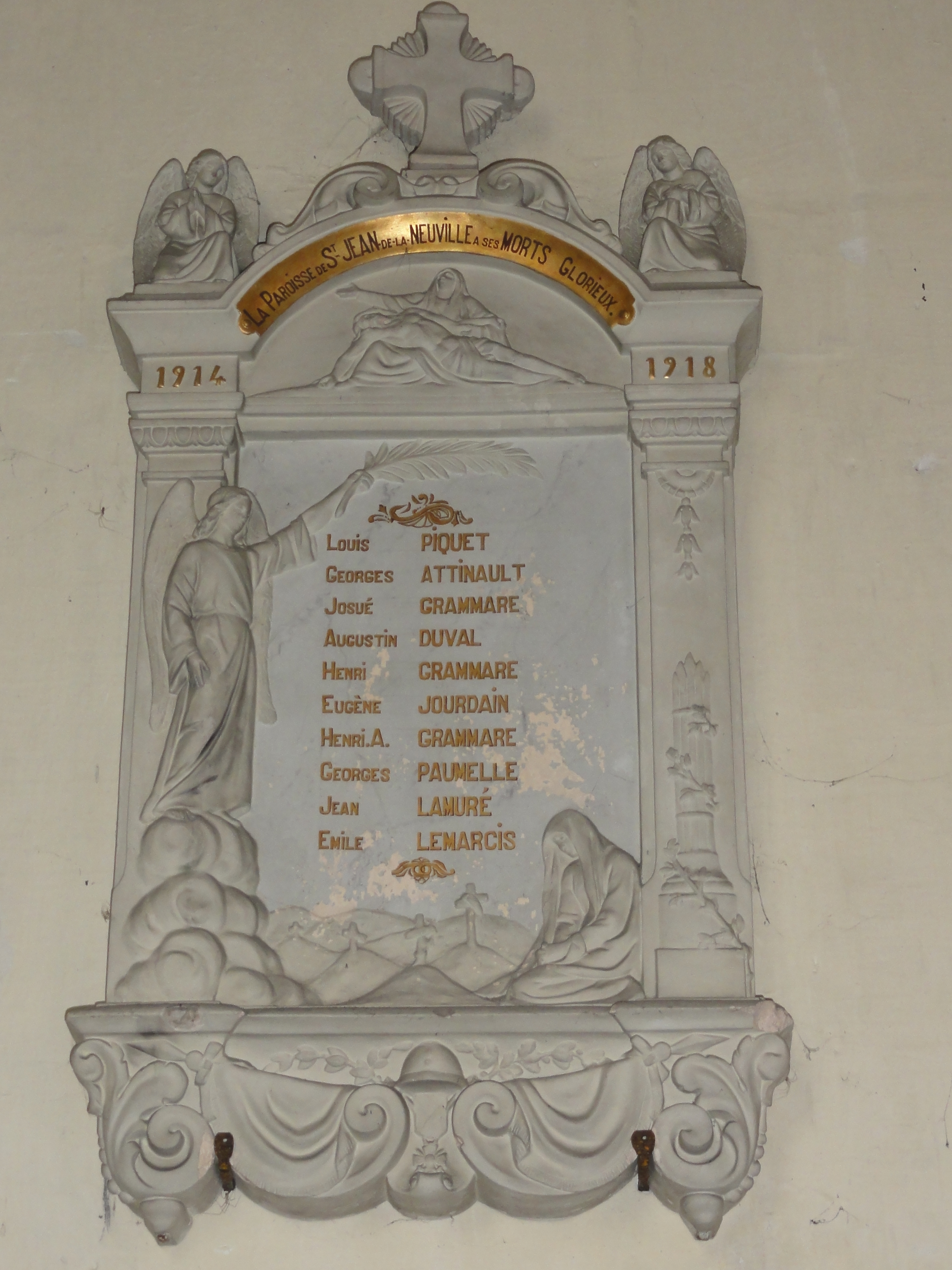
Église, mémorial de guerre.
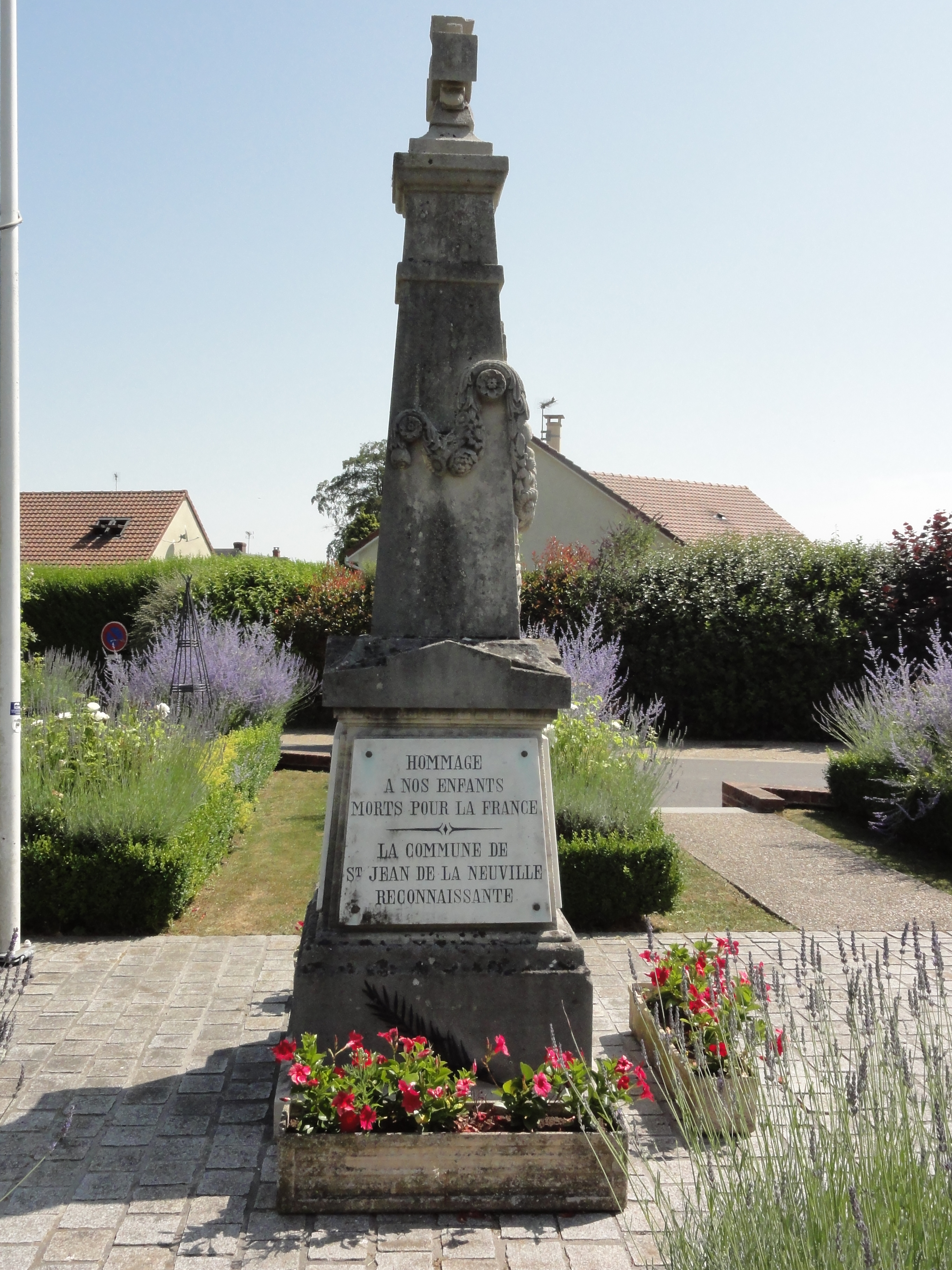
Monument aux morts.
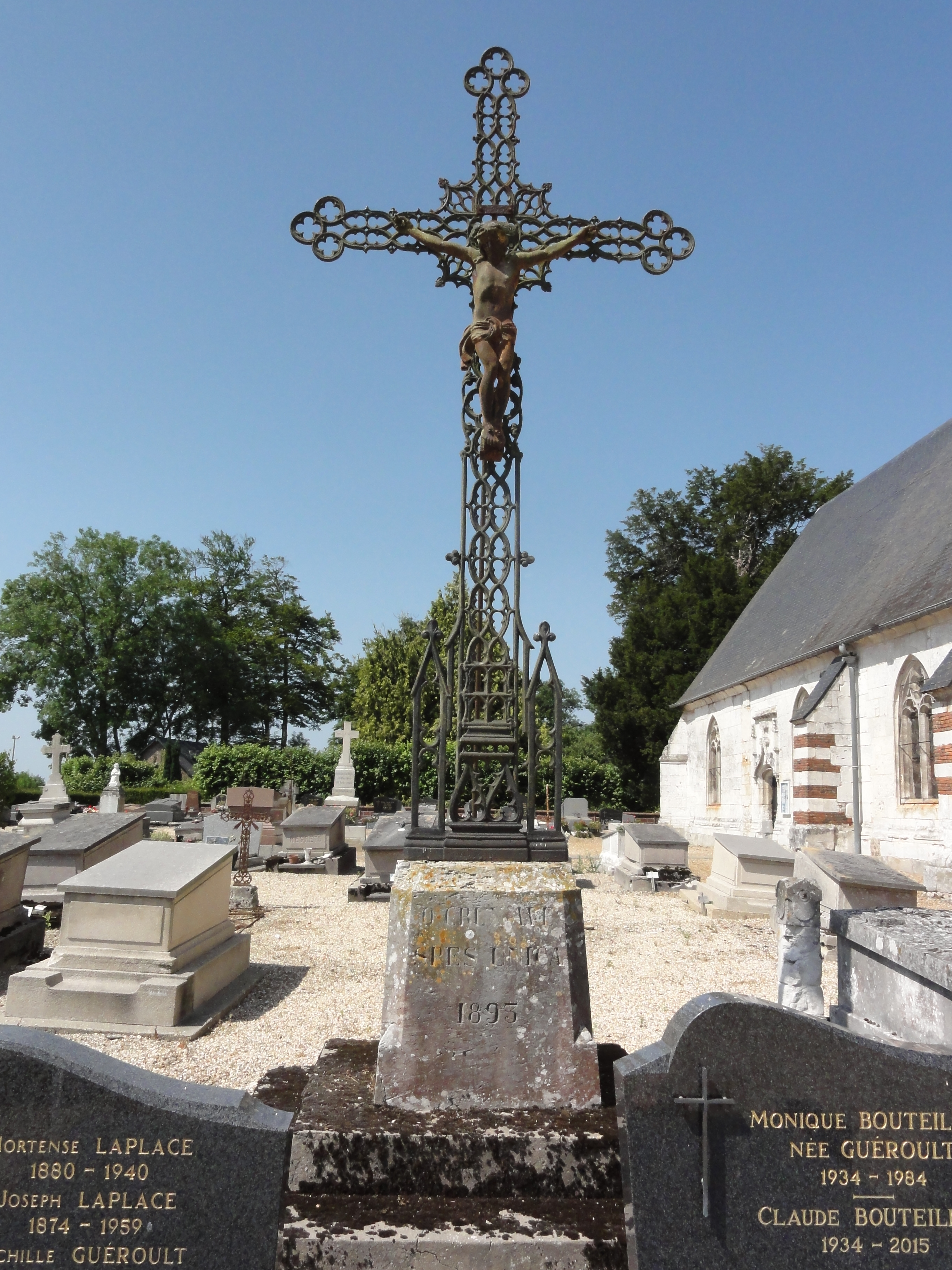
Croix de cimetière.

### Personnalités liées à la commune
- Lucien Libert, membre de la Société astronomique de France, faisait ses observations depuis son observatoire astronomique privé installé dans le château du Colombier à la fin du XIXe siècle. Il a notamment publié de nombreuses études sur les étoiles filantes.

## Pour approfondir